# Johann Graf Lambsdorff
Johann Graf Lambsdorff (1965 em Frankfurt) é um economista alemão e fundador do Índice de Percepção da Corrupção.
Lambsdorff começou seus estudos em matemática em Frankfurt am Main antes de se mudar para a Universidade de Göttingen, onde recebeu seu diploma em economia em 1992. Em 1994, ele escreveu sua dissertação sobre: preços de matérias-primas e mecanismos de transmissão internacional. Em 2000, Lambsdorff se habilitou em economia na Universidade de Göttingen sobre o tema Corrupção em perspectiva global - uma investigação econômica. Posteriormente, ele foi professor particular em Göttingen até 2003, antes de se tornar professor de economia na Universidade de Passau. Além disso, ele dá palestras regularmente na Academia Internacional Anticorrupção (IACA).
A pesquisa de Lambsdorff enfoca a teoria econômica da corrupção, a Nova Economia Institucional (NIÖ) e a economia monetária internacional. Em 1995, Lambsdorff fundou o Índice de Percepção de Corrupção (CPI), que ele criou para a Transparência Internacional até 2008.